# HMS Venerable (1899)
O HMS Venerable foi um couraçado pré-dreadnought operado pela Marinha Real Britânica e a terceira embarcação da Classe London, depois do HMS Bulwark e HMS Bulwark, e seguido pelo HMS Queen e HMS Prince of Wales. Sua construção começou em janeiro de 1899 no Estaleiro Real de Chatham e foi lançado ao mar em novembro do mesmo ano, sendo comissionado na frota britânica em novembro de 1902. Era armado com uma bateria principal composta por quatro canhões de 305 milímetros montados duas torres de artilharia duplas, tinha um deslocamento carregado de dezesseis mil toneladas e alcançava uma velocidade máxima de dezoito nós (33 quilômetros por hora).
O Venerable teve um início de carreira tranquilo e sem grandes incidentes. Começou seu serviço atuando na Frota do Mediterrâneo, onde permaneceu até retornar para casa em 1908. Pelos anos seguintes serviu na Frota do Canal, Frota do Atlântico e Frota Doméstica. A Primeira Guerra Mundial começou em 1914 e o navio inicialmente bombardeou posições alemãs na Bélgica. Foi transferido em 1915 de volta ao Mar Mediterrâneo, dando suporte para a Campanha de Galípoli e depois para o bloqueio do Mar Adriático. Voltou para casa no final de 1916 e deixado inativo até transformado em um depósito flutuante em 1918. Foi tirado de serviço após o fim da guerra e desmontado em 1922.